# Holoplagia lucifuga
Holoplagia lucifuga is een muggensoort uit de familie van de Scatopsidae. De wetenschappelijke naam van de soort is voor het eerst geldig gepubliceerd in 1870 door Loew.